# Hrvatska riječ (Tullinge)
Hrvatska riječ je bio hrvatski iseljenički list.
U impresumu se deklarirao kao mjesečnik za kulturna i društvena pitanja Hrvata u Švedskoj  ("tidskrift for kultur - och samhallsfraagor for kroater i Sverige ").
Prvi broj je izašao 1979., a prestao je izlaziti 1985. U početku je odgovorni urednik bio Mirko Benko.
Izlazio je kao tromjesečnik u Tullingeu u Švedskoj.